# David Beneš
David Beneš (* 28. listopadu 1994) je český akrobatický pilot, několikanásobný mistr ČR v akrobacii, reprezentant České republiky v bezmotorové akrobacii.

## Život
V dětství se věnoval leteckému modelářství. Vystudoval školu v Aeru Vodochody, kde příležitostně pracuje jako letecký mechanik. Na leteckého pilota pro kluzáky se začal připravovat ve 14 letech. Od roku 2012 trénuje akrobacii na kluzácích v GAC Benešov. Jeho trenér je Miloš Ramerta. Za rok 2015 získal třetí místo ve Sportovci Benešovska.

## Úspěchy
- 2012 – Mistr České republiky v bezmotorové akrobacii - Sportsman[2]
- 2013 – Mistr České republiky v bezmotorové akrobacii - Intermediate
- 2013 – 1. místo Two Seater & Retro Cup
- 2014 – 14. místo Mistrovství světa - Advanced (Polsko)
- 2015 – 12. místo Mistrovství světa
- 2015 – 2. místo Mistrovství světa (umístění ČR týmu)
- 2016 – 1. místo O pohár primátora města Mladá Boleslav
- 2017 – Mistr České republiky v akrobacii motorových letounů
- 2018 – 2. místo Hosínský pohár (Z-50M)
- 2018 – 2. místo Mostecký pohár ( s letounem Z-50M)